# Sideritis candicans
A Sideritis candicans, comummente conhecida como  erva-branca  ou selvageira (não confundir com a Sideritis candicans var. multiflora, que também dá por este nome comum), é uma planta do género Sideritis, da família das Lamiáceas endémica do arquipélago da Madeira que medra principalmente em zonas expostas das maiores altitudes, se bem que também pode surgir em falésias junto ao litoral.

## Descrição
Apresenta-se como um arbusto perene, pequeno, de até 1 metro de altura, ramoso, densamente coberto por um tomento esbranquiçado a acinzentado. Apresentando folhas ovado-lanceoladas, cordiformes na base com até 12 centímetros de comprimento, levemente crenadas.
As flores desta planta são pequenas, de corola amarelada, glabrescente ou um pouco pubescente na parte externa, dispostas em inflorescências ramificadas, longas, até 30 centímetros de comprimento.
Esta planta apresenta floração entre Março e Julho.

## Distribuição
Trata-se de uma planta endémica da ilha da Madeira, de Porto Santo e também das Selvagens, medrando a alturas que rondam entre os 600 metros e os 1.700 metros, acima do nível do mar.

## Plantio
Esta espécie pode plantar-se tanto por sementeira, como por estacaria, configurando, quando madura, um pequeno arbusto alvacento,com folhas assaz hirsutas.

## Taxonomia
Esta espécie conta ainda com as seguintes subespécies:
- Sideritis candicans var. multiflora
- Sideritis candicans var. crassifolia
- Sideritis candicans var. candicans